# 国家艺术中心 (加拿大)
国家艺术中心（英語：National Arts Centre (NAC)）位于加拿大首都渥太华，是加拿大最大的综合艺术机构。

## 概况
为了庆祝加拿大100周年国庆，加拿大国家艺术中心（简称NAC，下同）由联邦政府投资，兴建于1967年，落成于1969年，坐落在里多运河西畔、议会山下的联邦广场上，是加拿大唯一也是世界首屈一指的双语（英语、法语）艺术中心。  
NAC包括了NACO —— Canada's National Arts Centre Orchestra（加拿大国家艺术中心交响乐团）、英语剧场、法语剧场、舞蹈、SCENE、NAC Present等节目的制作，在展现加拿大知名艺术家的作品的同时也积极呈现加拿大新兴艺术家的作品。
NAC也为青少年艺术家提供训练的平台。NAC的青少年儿童的艺术教育项目足迹遍布整个加拿大。
在新媒体方面，NAC也通过实时视频为全世界的学生和年轻艺术家提供大师课。在网上提供音乐广播Podcast，同时也在网上提供了各种国家艺术中心交响乐团演奏的作品。

## 建筑

### 建筑复兴
落成于1969年的加拿大国家艺术中心是一座六角形结构的建筑，主体采用具有复古质感的坚硬石面。为了迎接2017年加拿大150周年国庆和2019年国家艺术中心成立50周年庆，一个“建筑复兴”计划正在进行。
2014年12月10日，加拿大前首都区部长约翰先生宣布110万加元将投入到国家艺术中心的“建筑复兴”计划。
在2017年的加拿大国庆日，国家艺术中心将向公众开放全新的建筑空间，以庆祝加拿大独立150周年。这个“新”国家艺术中心包括位于渥太华主干道Elgin面向联合广场的新大门，以及完善而开放的演出和公共空间。
这座大楼在即将到来的建设期间（2016年初）仍将保持开放，观众们也会被邀请参加“建设中的剧场”，通过公开访谈、实地参观等一系列活动了解项目的进展情况。

## 设施

### Southam 大厅
Southam大厅是国家艺术中心三个演出场地中最大的一个，也是目前北美地区规模最大的舞台，共计2323个座位，适用于各种各样的演出和活动，包括音乐会、电影、音乐剧、芭蕾、歌剧、庆典、讲座等。Southam大厅上演过众多世界一流演出包括百老汇经典作品“剧院魅影”、“女巫”等；中国著名青年钢琴家郎朗也曾在此演出，并在今年与国家艺术中心新任音乐总监亚历山大谢利合作。Southam大厅有四层座位，每层都有独立的包厢，其中位于一二层之间的是国家元首、特别来访嘉宾和VIP客人的特别包厢。

### Theatre 剧场
国家艺术中心剧场有897个座位，十分适合话剧、音乐剧、研讨会、室内乐等活动。

### Studio 小剧场 和 Fourth Stage
小剧场可容纳250-300名观众，同样适合多样化的演出及活动。另有一个“Fourth Stage 第四舞台”，可举办独奏会等小型活动。

### 配套设施
艺术中心还拥有一个现代化的西式餐厅（Le Cafe）、多媒体工作室、800多车位的停车场、两个大排练厅。一个沙龙及多个多功能厅可举办各种酒会、工作坊、见面会等活动。可满足所有剧场同时演出。

## 演出与部门
国家艺术中心包含六大主要部门：
加拿大国家艺术中心交响乐团、英语剧场、法语剧场、舞蹈、SCENE、NAC Present.
每年呈献演出超过900场，并在加拿大全国范围内举办各式活动与节日以及艺术教育普及项目。